# Riu Trubia

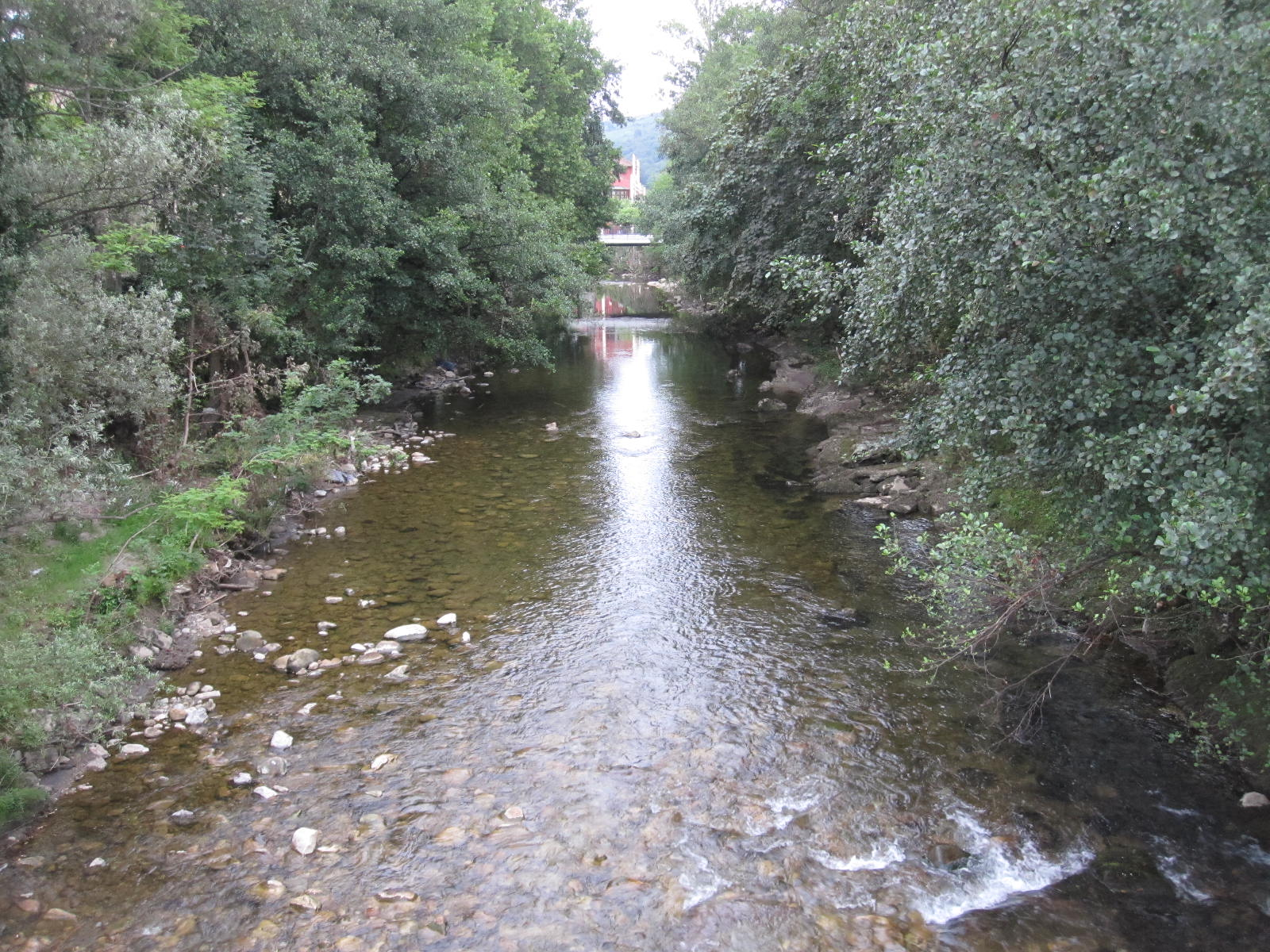
Ríu Trubia al seu pas per Trubia.

El riu Trubia és un riu d'Astúries que travessa els concejos de Proaza i Oviedo. Naix de la unió dels rius Teberga i Quirós, i conflueix amb el riu Nalón del qual és tributari.
Part del seu recorregut es pot seguir per una ruta coneguda com la Senda del Oso.